# Arsinoea
 Arsinoea  ist eine ausgestorbene Gattung der Primaten, die vor rund 34 Millionen Jahren im Gebiet der heutigen Fossillagerstätte Fayyum in Ägypten vorkam. Die Gattung und ihre bislang einzige Art, Arsinoea kallimos, wurden im Jahr 1992 anhand des bezahnten Fragments eines linken Unterkiefers beschrieben. Das Fossil wurde zugleich aufgrund der Merkmale seiner Zähne in die Nähe der frühen Menschenartigen gestellt.

## Namensgebung
Die Bezeichnung der Gattung verweist auf Arsinoë II., Ehefrau von König Ptolemaios II., nach der mehrere Städte benannt wurden, darunter eine frühere Hauptstadt des Fayyum. Das Epitheton der Typusart, kallimos, ist abgeleitet vom griechischen Wort κάλλιμος, altgr. ausgesprochen kállimos, „schön“.

## Erstbeschreibung
Der Erstbeschreibung von Gattung und Typusart lag als Holotypus das Fragment eines linken Unterkiefers zugrunde (Sammlungsnummer CGM 42310), in dem der Eckzahn, die Prämolaren und die drei Molaren (M1 bis M3) erhalten geblieben sind. Fundstelle war der als lower sequence bekannte, untere Fundhorizont der Gebel Qatrani Formation von Quarry L-41. Die Gattung wurde allein aufgrund der Zahnmerkmale dieses Fossils in die Gruppe der Menschenartigen eingeordnet. Insbesondere aufgrund der Beschaffenheit der Molaren wurde sie von Catopithecus, Propliopithecus, Plesiopithecus und Aegyptopithecus abgegrenzt, wobei angemerkt wurde, dass die Gattung keiner der 1992 bekannten Primaten-Familien zuzuweisen war („incertae sedis“).
Aus der gleichen Fundstätte geborgen und gemeinsam mit Arsinoea erstmals beschrieben wurden die beiden neu eingeführten Gattungen Plesiopithecus und Serapia.

## Belege
1. 1 2 3  Elwyn L. Simons: Diversity in the early tertiary anthropoidean radiation in Africa. In: PNAS. Band 89, Nr. 22, 1992, S. 10743–10747, doi:10.1073/pnas.89.22.10743, Volltext (PDF).
2. ↑  Erik R. Seiffert, Marcelo F. Tejedor, John G. Fleagle, Nelson M. Novo, Fanny M. Cornejo, Mariano Bond, Dorien de Vries und Kenneth E. Campbell Jr.: A parapithecid stem anthropoid of African origin in the Paleogene of South America. In: Science. Band 368, 2020, S. 194–197, doi:10.1126/science.aba1135